# فيرا براون
فيرا براون (بالإنجليزية: Vera Scantlebury Brown)‏ (و. 1889 – 1946 م) هي طبيبة أطفال، وطبيبة، من أستراليا، توفيت عن عمر يناهز 57 عاماً.

## جوائز
حصلت على جوائز منها:
- نيشان الامبراطورية البريطانية من رتبة ضابط
- لفافة الشرف النسائية الفيكتورية [الإنجليزية]‏.